# Ram It Down
Ram It Down je jedenácté studiové album britské heavymetalové skupiny Judas Priest vydané 13. května 1988 přes vydavatelství Columbia Records. Prvním singlem se stala coververze skladby „Johnny B. Goode“ od Chucka Berryho a dalším singlem se stal „Ram It Down“, ale pouze v Nizozemsku. Je to také posledním albem skupiny, na kterém hrál bubeníka Dave Holland, který roku 1989 z osobních důvodů odešel.
Skupina se vrátila zpátky ke klasickému heavy metalu, ale prodej, recenze a žebříčky tomu příliš neodpovídali. Na britském žebříčku se umístilo na 24. místě, a na žebříčku Billboard 200 na 31. místě. Ve Finsku, Švédsku a Norsku obsadilo přední příčky. V Kanadě se prodalo pouze 50 tisíc kopií a stalo zlatým albem. V USA se prodalo přes 1 milion kopií, a stalo se také zlatým albem. Album i přesto obdrželo negativní recenze. V roce 1988 bylo RIAA oceněno jako zlatá deska za více než 500 000 kopií.
Skupina zpočátku 1986 zvažovala dvojalbum, které se mělo jmenovat Twin Turbos ze kterého se skládala první polovina více komerčního metalu a druhá polovina agresivního metalu. Tento nápad byl zavrhnut vydavatelstvím, a místo toho byl materiál rozdělen a komerčnější písně se objevili na albu Turbo. A zbytek se objevil na albu Ram It Down. Nejméně čtyři písně se měli objevit na zvažovaném dvojalbu a to: 'Ram It Down', 'Hard as Iron', 'Love You to Death' a 'Monsters of Rock'.
Ačkoli je na albu připsán bubeník Dave Holland, tak kapela na většinu skladeb používala bicí automat.

## Seznam skladeb
Všechny skladby složili Glenn Tipton, Rob Halford a K. K. Downing, pokud není uvedeno jinak.
| Pořadí | Název             | Autor       | Délka |
| ------ | ----------------- | ----------- | ----- |
| 1.     | Ram It Down       |             | 4:48  |
| 2.     | Heavy Metal       |             | 5:58  |
| 3.     | Love Zone         |             | 3:58  |
| 4.     | Come and Get It   |             | 4:07  |
| 5.     | Hard as Iron      |             | 4:09  |
| 6.     | Blood Red Skies   |             | 7:50  |
| 7.     | I'm a Rocker      |             | 3:58  |
| 8.     | Johnny B. Goode   | Chuck Berry | 4:39  |
| 9.     | Love You to Death |             | 4:36  |
| 10.    | Monsters of Rock  |             | 5:30  |

### Bonusové skladby (2001)
1. „Night Comes Down“ (živě, nahráno na Long Beach aréně, Long Beach, Kalifornie, 5. května 1984)
2. „Bloodstone“ (živě, nahráno v Midsouth Coliseum, Memphis, Tennessee, 12. prosince 1982)

## Sestava
- Rob Halford – zpěv
- K. K. Downing – kytara
- Glenn Tipton – kytara
- Ian Hill – baskytara
- Dave Holland – bicí